# اچ‌ام‌اس جیسون (جی۹۹)
اچ‌ام‌اس جیسون (جی۹۹) (به انگلیسی: HMS Jason (J99)) یک کشتی بود که طول آن ۲۴۵ فوت ۹ اینچ (۷۴٫۹۰ متر) بود. این کشتی در سال ۱۹۳۷ ساخته شد.